# Zăvoiu, Dâmbovița
Zăvoiu (în trecut, Zăvoiu Orbului) este un sat în comuna Mogoșani din județul Dâmbovița, Muntenia, România.
 Acest articol despre o localitate din județul Dâmbovița este deocamdată un ciot. Puteți ajuta Wikipedia prin completarea lui.